# Solveig Pedersen
Solveig Pedersen (född 6 september 1965) är en norsk före detta längdskidåkare som tävlade under 1980- och 1990-talet. Hon medverkade till en OS-silvermedalj i stafett över 4 × 5 km (1992).
Pedersen medverkade också till en stafettmedalj vid världsmästerskapen i nordisk skidsport — ett brons i Val di Fiemme 1991.